# オジロアシナガゾウムシ
オジロアシナガゾウムシは、普通に見られるゾウムシ科の昆虫の一つ。体はごつごつしていて、白と黒にはっきり色分けされている。

## 特徴
オジロアシナガゾウムシ Mesalcidodes trifidus は、コウチュウ目ゾウムシ科の昆虫。普通種の中ではやや大柄ではっきりした色彩なのでわかりやすい。
全身がごつごつしており、非常に硬い。体長は9-10mm程度。前胸と腹部はいずれも厚みがあって、表面には多数のこぶがある。幅は前翅の前端が一番広く、前胸との間はややくびれたようになっている。脚もごつくて凹凸が多く、特に前肢の脛節の内側に二つの低い棘状の突起があるのが目を引く。
全身がつや消しになっており、前胸と前翅の後半が白、それ以外は黒とはっきり色分けされている。

## 習性
成虫は春から初夏にクズ上に見られ、茎に抱きつき身動きしないか、雌の背面に雄がしがみつき交尾しているものが多い。つつくなどの刺激を受けると、脚を離して落下し、脚を腹側に抱えるような姿勢で擬死にはいる。背面の黒白色分けの模様は、鳥の糞に擬態しているものといわれる。
クズの茎に螺旋状に穴を開けて卵を産む。幼虫はその中で育ち、その部分はふくらんで虫こぶになる。

## 生育環境
明るい草地に生息する。
食草のクズが道ばたの雑草のため、この虫も人が目にする機会が多い。

## 分布
本州、四国、九州から知られ、国外では台湾と中国に分布する。

## 近縁種等
近縁種はいくつかあるが、このような目立った斑紋を持つものも日本にはいない。

## 利害
害はない。子供のおもちゃとされる。